# Ferrari FXX
Ferrari FXX е състезателен автомобил разработен за необичайна програма на автомобилния производител Ферари. Производството на FXX започва през 2005та. Автомобилът използва технологии взети от Ferrari Enzo и ги комбинира с изцяло нови разработени от Ferrari и от техни снабдители. Колата обаче е само част от цялата програма: клиенти плащат £1.3 милиона за колата и им е позволено да я карат на състезания само в дни определени от Ferrari и след това трябва да ги информират за поведението и мощността по време на състезанието.
Последния FXX (от общо 30-те произведени) е връчен на Михаел Шумахер, когато приключва участието си във Формула 1 през 2006.
Двигателят на FXX е V12 базиран на този на Enzo, но е разширен от 6 л до 6,3 л, мощността е вдигната от 651 к.с. (485.4 kW) до 801 к.с. (597.2 kW) при 8500 оборота в минута.
Скоростната кутия включва последните разработки на F1 програмата на Ferrari и времето за превключване от една предавка на друга е 100 ms.
Накладките на спирачките подобрени в сравнение с тези на Enzo, но са запазени въглеродно-нишковите спирачни дискове, подобрени със силициев карбид, които също намират приложение и в Enzo.
Гумите на FXX са 19 инчови сликове, специално разработени за колата, но са и легални за употреба на пътя.
Както и при Enzo, конфигурацията на седалката и педалите са направени по специален начин според изискванията на клиента.
Общо са произведени 30 автомобила (с един повече от планираните 29). Всички те са продадени на специално избрани от Ferrari клиенти. Това на Михаел Шумахер се отличава от другите по това, че е изцяло черно без бяла лента, по гумите има червена ивица, края на аспусните тръби са боядисани в черен мат и логото му е ушито на седалките.
Тридесетте щастливци които притежават FXX също вземат и участие в тестовете на компанията. Тъй като колата не е легална за употреба на пътя, единственото място където държат автомобилите си е в спортните съоръжения на Ferrari. След състезанията във FXX програмата, колите се поддържат в изправно състояние от Ferrari. Целта на тази специална програма е да позволи на най-любимите клиенти на компанията, ексклузивен достъп до най-новите технологии които са развили и да сътрудничат на компанията за разработката и развитието на бъдещи и настоящи модели.

## Технически характеристики
- Двигател: Средно разположен, алуминиев V12 двигател, тип Longitudinal
- Горивна система: Bosch Motronic ME7 с електронно впръскване
- Мощност: 801 к.с. при 8500 оборота в минута
- Специфична мощност: 127.75 конски сили на литър
- Начин на предаване: Задно предаване + Traction Control
- Шаси и купе: Изцяло карбоново шаси с алуминиева рамка
- Спирачки: Brembo CCM със антиблокираща система
- Гуми: Бриджстоун сликове 483х229 мм (отпред) и 483х330 мм (отзад)
- Управление: Rack and pinion със power assist
- Окачване: Двойно а-раменно окачване, с регулируеми тампони, електронни абсорбатори.
- Колесна база: 2650 мм.
- Максимална скорост: ~233 mph ~(375 км/ч)

## Ferrari FXX Evoluzione
Програмата FXX продължава до 2009. Колата е подобрена с Evoluzione kit която продължава да подобрява спецификациите и увеличава мощността, подобрява смяната на скоростите, и премахва „дърпащата“ сила. Двигателят произвежда 860 к.с. при 9500об/мин и максималната скорост се повишава до над 260 mp/h (420 км/ч) и ги достига за по-малко от 40 секунди. Колата претърпява и аеродинамични промени и подобрения във traction control системата. Всички тези промени са въведени във FXX който излиза през 2010 г.